# Moteur série M Citroën
Le moteur série M est un moteur thermique automobile à combustion interne, décliné en essence et diesel quatre temps, avec quatre cylindres en ligne chemisés, bloc en fonte, refroidi par eau, doté d'un vilebrequin cinq paliers, avec arbre à cames latéral commandé par chaîne de distribution ou cascade de pignons (pour les diesel atmosphériques jusque vers janvier 1984). Il est coiffé d’une culasse en aluminium avec huit soupapes commandées par culbuteurs à réglage manuel. Développé et utilisé sur la Citroën CX de 1974 à 1991.
À partir du début des années 80, fabriqué à l'usine de Trémery.

## Caractéristiques et évolution
Le moteur « série M » est créé pour la Citroën CX, des variantes équiperont également en diesel les Citroën C25 et Peugeot J5. C'est un dérivé du « moteur série D », qu’utilisaient les Citroën DS et ID et présentent des différences notables. En premier lieu, le bloc est conçu pour une implantation transversale, contrairement aux DS et ID où il était longitudinal, le bas moteur est revu en conséquence afin de transmettre la traction aux roues avant. Le moteur tourne dans le sens horaire vu côté distribution contrairement au « moteur série D ». En outre, afin de loger ce bloc dans la carrosserie effilée de la CX, Il est incliné 30 degrés vers l'avant pour réduire la hauteur sous capot (23° sur C25/J5). La première version commercialisée a été le 2 litres essence sur CX 2000, directement dérivé du moteur de la DS20. Par la suite sont ajoutés le 2175cm3 de la CX 2200 puis 2347cm3 sur CX 2400 (on parlera donc commercialement d'un 2,4L), dérivés des modèles DS21 et DS23. 
Deux versions Diesel font ensuite leur apparition : un 2,2l atmosphérique qui sera le premier moteur diesel Citroën sur une auto de tourisme, puis un 2,5l atmosphérique le remplacera. 
Un 2,5 litres essence fera également son apparition pour remplacer le 2,4 L. Les 2,5 essence et 2,5 diesel seront aussi proposés en version turbo par la suite, d'abord sans échangeur air-air (intercooler) puis avec échangeur en cours de production de la série 2.
Il ne doit pas être confondu avec les blocs qui ont équipé les C35 (moteur série B), ces derniers tournant dans l’autre sens puisque dérivant plus directement de ceux de la famille DS (moteur série D).

### Versions essence

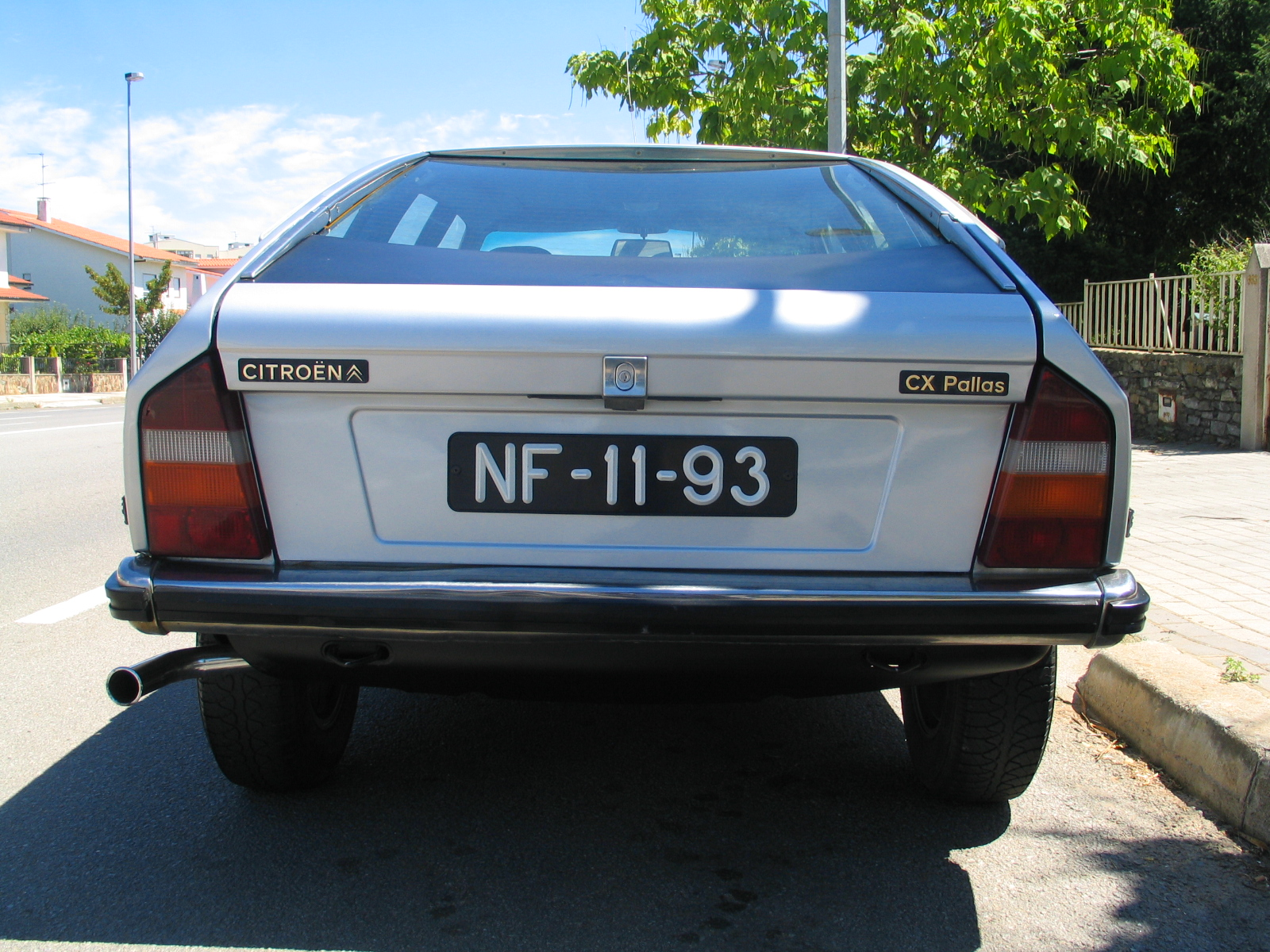
CX Pallas

Le moteur « série M » essence existe avec quatre niveaux de cylindrée. 
- 2 litres : Type M20/616 , conserve les dimensions des moteurs 2L  « moteur série D» > en variantes DV et DY, alésage 86 mm, course 85,5 mm, pour une cylindrée totale de 1 985 cm3. Alimentation par carburateur double corps Weber, taux de compression porté à 9 : 1 . Puissance maximale 102 ch DIN à 6 000 tr/min , couple maximal 152 N m. L'allumage est à rupteur.
- 2,2 litres : Type M22/617, conserve les dimensions des moteurs 2,2 L « série D » DX, DX2 et DX3, alésage 90 mm et course 85,5 mm pour une cylindrée de 2 175 cm3. Alimentation par carburateur double corps Weber, taux de compression 8,75 : 1 , puissance 112 ch DIN à 5 500 tr/min, couple maximal 167 N m à 3 500 tr/min. L'allumage est à rupteur.
- 2,4 litres : Type M23, introduit en janvier 1976 sur les prestige puis juillet en remplacement du 2,2 L, conserve les dimensions des moteurs « série D » DX4 et DX5, alésage 93,5 mm et course 85,5 mm pour une cylindrée de 2 347 cm3. Ce moteur a été le seul de la « série M » à être alimenté soit par un carburateur double corps, soit par l'injection électronique :
  - Version carburateur double corps: taux de compression 8,75 : 1, type M23/623, puissance maximale 115 ch DIN à 5 500 tr/min, couple maximal 180 N m à 2 750 tr/min. À partir de juin 1980, ce moteur devient le type M23/639, nouvelles normes antipollution et légère modification afin d'améliorer les performances: la puissance maximale passe à 120 ch à 5 500 tr/min et le couple atteint 196 N m à 2 750 tr/min. Il reçoit une commande de starter automatique. L'allumage reste à rupteur.
  - Version injection multipoint Bosch L-Jetronic, type M23/622, introduite en 1977 : taux de compression 8,75:1, puissance maximale 128 ch DIN à 4 800 tr/min, couple maximal 197 N m à 3 600 tr/min. L'allumage est à déclenchement électromagnétique. Modifications mineures en raison de nouvelles normes antipollution à partir de juin 1980, pas d'évolution de puissance, nouveau calculateur électronique notamment. Avant le replacement par le 2,5L certains moteurs ont pu recevoir un allumage électronique intégral (AEI).
- 2,5 litres: introduit en 1983, remplace le 2 347 cm3. Type M25/659 : Taux de compression 8,75:1, alésage 93 mm, course 92 mm, cylindrée 2 500 cm3. Alimentation uniquement par injection électronique multipoint Bosch LE-Jetronic et allumage électronique intégral. Puissance maximale 138 ch DIN à 5 000 tr/min, couple maximal 211 N m à 4 000 tr/min. Une version dépolluée M25/663 apparaît en février 1984 pour le marché Suisse, sans modification significative des performances, ce moteur est doté d’une vanne de recyclage des gaz d’échappement, d’un système pulsair (injection d’air à l’échappement) et d’un apport d’air à l’admission en décélération. Le type M25/668 avec pot catalytique lui succédera en juillet 1986 : puissance et couple descendent respectivement à 121 ch et 191 N m.
- 2,5 litres Turbo : type M25/662 : Introduit en 1984, version suralimentée du 2 500 cm3, initialement sans échangeur air-air. Le taux de compression descend à 7,75 : 1 pour tolérer la suralimentation par turbo Garrett TO3 avec pression maximale de 0,7 bar. Alimentation par injection multipoint Bosch LE-Jetronic, puissance maximale 168 ch DIN à 5 000 tr/min, couple maximal 294 N m à 3 250 tr/min . Ces caractéristiques restent inchangées sur le papier avec l'arrivée de l'échangeur air/air (type M25/666) et un taux de compression passant à 8,5/1 en juillet 1986 (année modèle 87) qui permet cependant une nette baisse de la consommation à haute vitesse et de la température d'huile en utilisation soutenue. Sur la version catalysée (type M25/667), puissance et couple descendent respectivement à 160 ch et 275 N m .

### Versions diesel
Le moteur « série M » diesel existe avec deux niveaux de cylindrée. Ce bloc n'est pas chemisé.
- 2,2 litres D: Type M22/621, apparu en novembre 1975, mêmes cotes et cylindrée que le 2,2 litres essence (2 175 cm3). Taux de compression 22,25:1, alimentation par injection indirecte (pompe mécanique et chambre Ricardo Comet V), puissance maximale 66 ch DIN à 4 500 tr/min, couple maximal 126 N m à 2 750 tr/min.
- 2,5 litres D: Type M25/629, introduit en janvier 1978, inaugure les cotes et la cylindrée qui seront plus tard celles du 2,5 litres essence (2 500 cm3). Taux de compression 22,25:1, alimentation par injection indirecte (pompe mécanique et chambre Ricardo Comet V), puissance maximale 75 ch DIN à 4 250 tr/min, couple maximal 150 N m à 2 000 tr/min, pompe à injection Rotodiesel type DPA. (Son dérivé monté sur les utilitaires C25 et J5 est le type U25/651)
- 2,5 litres D: Type M25/660, introduit le 14 novembre 1983 (N°orga 2562) en remplacement du 629. Les caractéristiques demeurent identiques, il bénéficie de divers renforcement et sa distribution abandonne la cascade de pignons pour 2 courroies identiques à celles introduites pour le moteur 648 adopté quelques mois plus tôt. Une courroie commande l’arbre à cames et la pompe à huile, l’autre une nouvelle pompe à injection Rotodiesel type DPA. Ce moteur recevra la pompe DPC en février 1987. (Son dérivé monté sur les utilitaires C25 est le type U25/661)
- 2,5 litres Turbo D: Type M25/648: Introduit en avril 1983, il s'agit du premier et unique moteur turbo diesel Citroën, les autres utilisés par la suite par la marque étant d'origine PSA. Le taux de compression descend à 21:1 et la suralimentation par turbocompresseur Garrett DO3 atteint 0,6 bar. Sans échangeur air-air, la puissance maximale atteint 95 ch DIN à 3 700 tr/min et le couple maximal, 216 N m à 2 000 tr/min. (Une variante apparaitra en juillet 1987, soit quelques mois après la disparition sur CX, sur les utilitaires C25 et J5 avec le type U25/673 pour citroën et CRD93LS pour Peugeot)

- 2,5 litres turbo D intercooler: Type M25/669 : Apparu en mars 1987, il est doté d'un échangeur air/air. Le taux de compression a passant à 21,25:1, et la pression de suralimentation 0,8 bar (turbo Garrett TO25). La puissance maximale atteint 120 ch DIN à 3 900 tr/min et le couple maximal, 256 N m à 2 000 tr/min. La CX équipée de ce moteur deviendra brièvement la berline diesel la plus rapide du monde avec 195 km/h en vitesse maxi. (Les utilitaires C35 et les C25/J5 n'utiliseront pas de version avec échangeur air/air avec ce bloc moteur)
- Type M25/671 :  Version pour pays à dépollution sévérisée (Suisse, Autriche, et peut-être d'autres) apparaît en février 1987, rabaissée à 106ch, et équipée d’un intercooler et d'une pompe d'injection Bosch type VP15 pilotée par calculateur électronique (Préfigurant notamment la VP32 des XM/605 ph2 2,5TD, moteur type DK5 en 1994).

## Résumé des caractéristiques et des applications
| Type             | Alésage x Course (mm) | Cylindrée (cm3) | Alimentation                                                                | Taux de compression    | Puissance ch | Couple N m | Application                                                                      | Années de production |
| Versions essence |                       |                 |                                                                             |                        |              |            |                                                                                  |                      |
| M20/616          | 86 × 85,5             | 1 985 cm3       | Carburateur double corps Weber 34 DMTR                                      | 8,75                   | 102/6000     | 152/3000   | Citroën CX 2000                                                                  | 1974-82              |
| M22/617          | 90 × 85,5             | 2 175 cm3       | Carburateur double corps Weber 34 DMTR                                      | 8,75                   | 112/5500     | 167/3500   | Citroën CX 2200                                                                  | 1975-76              |
| M23/623          | 93,5 × 85,5           | 2 347 cm3       | Carburateur double corps Weber 34 DMTR                                      | 8,75                   | 115/5500     | 180/2750   | Citroën CX 2400                                                                  | 1976-80              |
| M23/639          | 93,5 × 85,5           | 2 347 cm3       | Carburateur double corps Weber 34 DATC (starter auto)                       | 8,75                   | 120/5500     | 192/2750   | Citroën CX 2400                                                                  | 06/1980-82           |
| M23/622          | 93,5 × 85,5           | 2 347 cm3       | Injection électronique multipoint Bosch L-Jetronic                          | 8,75                   | 128/4800     | 197/3600   | Citroën CX GTi et 2400 IE                                                        | 1977-83              |
| M25/659          | 93 × 92               | 2 499 cm3       | Injection électronique multipoint Bosch LE-Jetronic                         | 8,75                   | 138/5000     | 206/4000   | Citroën CX 25                                                                    | 1983-91              |
| M25/659          | 93 × 92               | 2 499 cm3       | Injection électronique multipoint Bosch LE-Jetronic                         | 8,75                   | 138/5000     | 206/4000   | Citroën CX 25 GTi                                                                | 1983-89              |
| M25/663          | 93 × 92               | 2 499 cm3       | Injection électronique multipoint Bosch LE-Jetronic                         | 8,75                   | 138          |            | CX 25 GTi Kat depol A10                                                          | 02/1984-89           |
| M25/668          | 93 × 92               | 2 499 cm3       | Injection électronique multipoint Bosch LU2-Jetronic                        | 8                      | 121/5000     | 191/3000   | CX 25 GTi Kat (CH/D/NL) depol US83                                               | 07/1986-91           |
| M25/662          | 93 × 92               | 2 499 cm3       | Injection électronique multipoint Bosch LE-Jetronic + turbo Garrett TO3     | 7,75                   | 168/5000     | 294/3250   | Citroën CX GTi Turbo                                                             | 1985-86              |
| M25/666          | 93 × 92               | 2 499 cm3       | Injection électronique multipoint + turbo + intercooler                     | 8,5                    |              |            | Citroen CX GTI Turbo 2 non catalysé                                              | 1986-89              |
| M25/667          | 93 × 92               | 2 499 cm3       | Injection électronique multipoint + turbo Garrett TC03 + intercooler        | 7,75 (pistons M25/662) | 160/4750     | 270/3250   | Citroën CX 25 GTI Turbo 2 Kat depol US83                                         | 10/1986-89           |
| Versions diesel  |                       |                 |                                                                             |                        |              |            |                                                                                  |                      |
| M22/621          | 90 × 85,5             | 2 175 cm3       | Diesel atmosphérique injection indirecte                                    | 22,25                  | 66/4500      | 125,7/2500 | Citroën CX 2200 Diesel                                                           | 1975/78              |
| M25/629          | 93 × 92               | 2 499 cm3       | Diesel atmosphérique injection indirecte                                    | 22,25                  | 75/4250      | 150/2000   | Citroën CX 2500 Diesel                                                           | 1978-82              |
| M25/629          | 93 × 92               | 2 499 cm3       | Diesel atmosphérique injection indirecte                                    | 22,25                  | 75/4250      | 150/2000   | Citroën CX 25 D                                                                  | 1982-84              |
| M25/660          | 93 × 92               | 2 499 cm3       | Diesel atmosphérique injection indirecte                                    | 22,25                  | 75/4250      | 153/2000   | Citroën CX 25 D                                                                  | 1984-91              |
| M25/648          | 93 × 92               | 2 499 cm3       | Diesel injection indirecte + turbo Garrett DO3                              | 21                     | 95/3700      | 216/2000   | Citroën CX 2500 D Turbo                                                          | 1983-85              |
| M25/648          | 93 × 92               | 2 499 cm3       | Diesel injection indirecte + turbo Garrett DO3                              | 21                     | 95/3700      | 216/2000   | Citroën CX 25 RD/TRD Turbo                                                       | 1985-87              |
| M25/669          | 93 × 92               | 2 499 cm3       | Diesel injection indirecte + turbo Garrett TO25 + intercooler               | 21,25                  | 120/3900     | 258/2000   | Citroën CX 25 RD/TRD Turbo 2                                                     | 03/1987-91           |
| M25/671          | 93 × 92               | 2 499 cm3       | Diesel inj indirecte pompe injection électronique + turbo intercooler + EGR | 21,1                   | 106/3900     | 258/2000   | Citroën CX 25 RD/TRD Turbo 2 Export dépollution sévérisée (Suisse/Autriche et ?) | 02/1987-89           |